# Maszlag
A maszlag (Datura) a burgonyavirágúak rendjének (Solanales), a burgonyafélék családjának (Solanaceae) egy nemzetsége. Magyarországon egyetlen vadon élő – de nem őshonos – faja a csattanó maszlag (Datura stramonium), mely főleg a kapáskultúrákban, kissé jobb talajokon gyorsan megjelenik és elszaporodik. Európába csak a 16. század folyamán került. A maszlagok főképp a bennük lévő kémiai anyagokról nevezetesek. Több földrész népi gyógyászatában – egymástól függetlenül – is igen jelentősek voltak ezek a növények.
A Datura-fajok elterjedése igen érdekes. Pl. a Dél-Ázsiában honos, elterjedt és termesztett D. metel legközelebbi rokona Amerika trópusi–szubtrópusi területein honos, míg egy másik közeli rokon faj – nevezetesen a D. leichhardtii – Ausztráliában él. Ugyancsak ebbe a szekcióba tartozik  D. ferox, mely azonban Kína hűvösebb, mérsékelt övi területein él. A csattanó maszlagot az eddig fajoktól eltérően egy másik szekcióba osztják be, melyektől pl. a termés felnyílásának módja különíti el. Míg a csattanó maszlag és rokon fajainak termése négy kopáccsal nyílik fel, addig a fentebb említett maszlagfajok termése kis szövetdarabokra hullik szét, mert az érés folyamán a sejtek közötti összeköttetés fellazul, s laza, habszerű szövetté alakulnak.
A magok terjesztését sok esetben hangyák végzik ebben a nemzetségben. Ugyanis a magok egyszerűen csak a földre potyognak a termés felnyílása után. Azonban rajtuk egy szövetduzzanatot, ún. karankulát (carancula) találunk, mely magas tápanyagtartalmú sejtekből áll. A hangyák éppen a tápanyagtartalom miatt összegyűjtik, s messzire szállítják ezeket a magvakat, melyek aztán az új élőhelyen kicsíráznak.
A Datura nemzetség kétségkívül leglátványosabb fajai a Közép- és Dél-Amerikára korlátozódó fatermetű alakok. Ezek termése – a többi maszlagfélével ellentétben – nem tok, hanem bogyó. Virágaik rendkívül látványosak, trombita alakúak, elérhetik a 25–30 cm-es hosszúságot is – éppen ezért alkalmasak dísznövénynek. A indiánok már régóta termesztik is őket, mert bódító hatású anyagokat adnak.
A maszlagok anyagai mérgek, hallucinogének, a központi idegrendszerre ható anyagok, élvezetük transzszerű állapotot idéz elő. Főképp a bennszülött-törzsek orvos-varázslói használták előszeretettel ezeket a növényeket. A hazánkban is élő csattanó maszlag levele pl. a népi gyógyászatban az asztma ellenszere. Ma ezekből a fajokból nyerik a szkopolamin nevű alkaloidot, továbbá a hioszciamint és atropint is, amelyek különféle gyógyszerkészítmények hatóanyagai. A mérsékelt égövben éppen ezért termesztik a csattanó maszlagot, míg a szubtrópusokon a hatalmas virágú, igen látványos D. innoxiát.

## Rendszerezés
Sokáig ide sorolták a fajokat, melyeket jelenleg a különálló angyaltrombita (Brugmansia) nemzetségben írnak le. A szakértők jelenleg kilenc Datura-fajt különböztetnek meg:
- Datura ceratocaula Jacq.
- Datura discolor Bernh.
- Datura ferox L.
- Datura inoxia Mill.
- Datura leichhardtii F.Muell. ex Benth. (syn. D. pruinosa)
- Datura metel L.
- Datura quercifolia Kunth
- Datura stramonium L. (syn. D. inermis) – csattanó maszlag
- Datura wrightii Regel

A Datura-fajokat filogenetikai alapú vizsgálatok alapján négy fajsorra osztják:
1. Stramonium fajsor Bernh.
  - Datura stramonium L.
  - Datura ferox L.
  - Datura quercifolia Humb., Bonpl. & Kunth
2. Dutra fajsor Bernh.
  - Datura metel L.
  - Datura wrightii Regel
  - Datura inoxia Mill.
  - Datura leichhardtii F. Muell. ex Benth.
  - Datura lanosa A. S. Barclay ex Bye (jelenleg önálló faj helyett a Datura wrightii vagy a Datura inoxia változatának tartják[1])
3. Ceratocaulis fajsor Bernh.
  - Datura ceratocaula Ortega
4. Discolor fajsor
  - Datura discolor Bernh.

A tanulmányban nem szereplő fajok, melyek a fentiekkel szinonim nevek lehetnek:
- Datura bernhardii C. E. Lundstr.
- Datura kymatocarpa A. S. Barclay
- Datura reburra A. S. Barclay